# Dahon
Pour les articles homonymes, voir Dahon (homonymie).

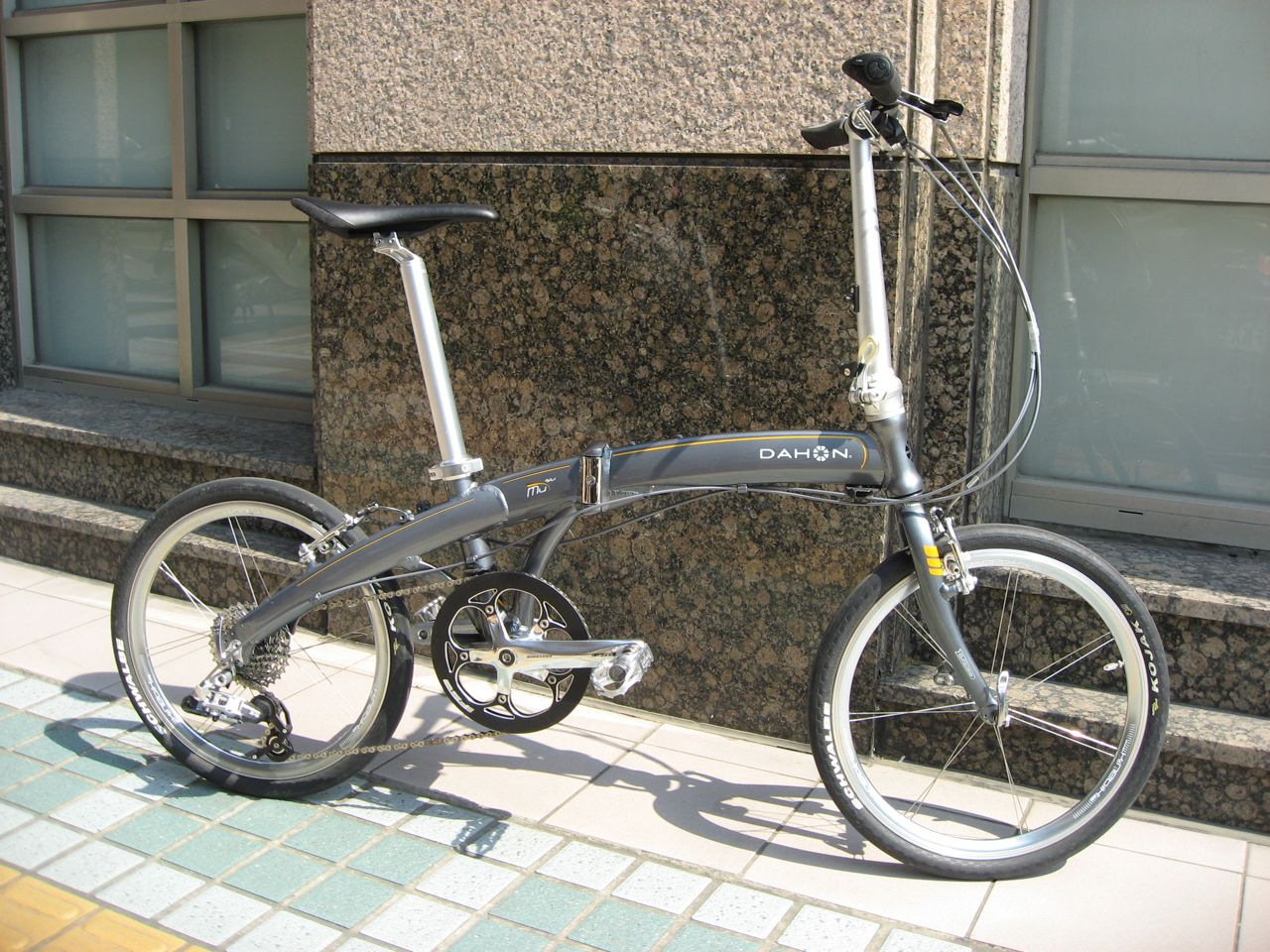
Un Dahon Mu SL pliant de 2009.

Dahon (Dahon Bikes) est une marque américaine de vélo pliants, qui détenait en 2006 les deux-tiers du marché mondial. Le siège social se trouve à Duarte, en Californie, les usines se trouvant en Asie (Chine, Taïwan) et à Plovdiv, en Bulgarie. L'entreprise a vendu 285 000 vélos à travers le monde en 2005, en hausse de 25 % par rapport à 2004.

## Histoire
Dahon a été fondé en 1982 en s'appuyant sur le concept d'une « mobilité écologique », visant non seulement à garder les gens en meilleure forme, mais aussi à préserver l'environnement pour les générations suivantes. Son fondateur, le docteur David T. Hon (un ancien physicien spécialiste du laser), a développé dans son garage son projet de vélo pliant pendant sept années, jusqu'à obtenir un résultat qui réponde à ses attentes. Après avoir présenté son invention à plusieurs sociétés ayant pignon sur rue sans obtenir d'eux l'intérêt espéré, le Dr Hon et son frère se décident à lancer leur propre société, en partant de zéro. Après avoir réuni les fonds nécessaires auprès d'investisseurs à risques, ils établissent le siège de leur société en Californie du Sud, pendant que le Dr Hon s'expatrie à Taïwan pour y construire une usine. Un an plus tard, en 1983, les premières bicyclettes pliantes Dahon quittent la ligne d'assemblage. 
Sous la direction du Dr Hon, généralement considéré aujourd'hui comme le père du vélo pliant moderne, Dahon et son équipe de 70 ingénieurs continuent à orienter l'évolution du marché par de nouvelles innovations et de nouvelles technologies, puisque Dahon s'appuie sur quelque 220 brevets.

## Production

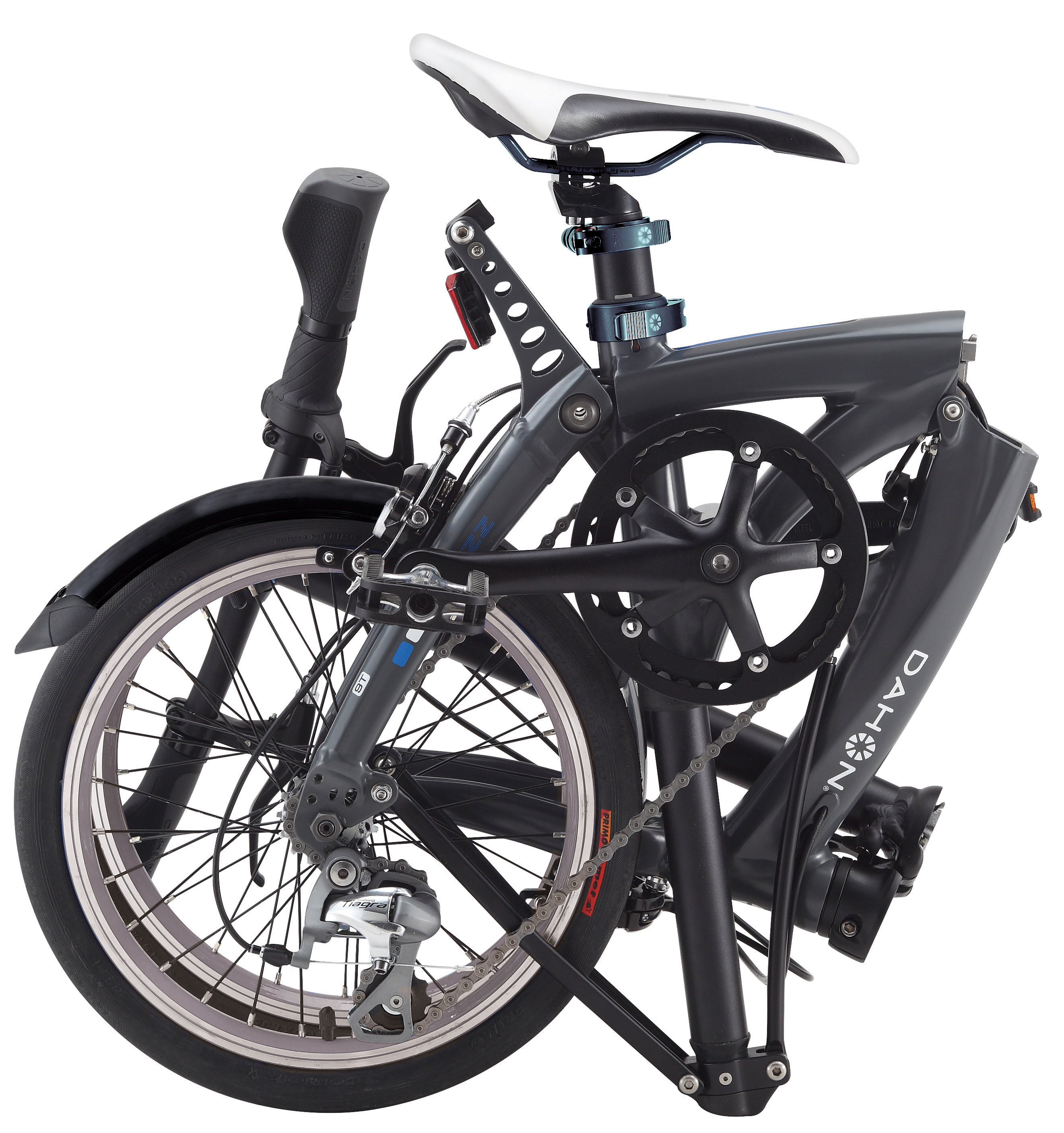
Vélo Dahon replié.

### Séries
- 16 pouces
- 20 pouces
  - Dahon Vitesse
  - Dahon Mu
- 24 pouces
  - Dahon Ios

### Sites de production
Les modèles de 2012, proposés depuis septembre 2011 à la vente en Europe, sont construits en Bulgarie, dans l'usine de Plovdiv, certifiée ISO 9001. 
Outre l'usine de Taïwan, les vélos pliants pour le reste du marché mondial sont actuellement fabriqués pour l'essentiel dans l'usine de Shenzhen en Chine. Une nouvelle usine en Chine centrale est également prévue, avec une capacité initiale de 700 000 unités par an. Enfin, le marché chinois lui-même est alimenté par une autre usine située près de Pékin.